# نقش‌نمای کلامی
نقش‌نمای کلامی یا نشانگر گفتمان یا عبارت اشاره‌ای اصطلاحی در زبان‌شناسی است که به کلمات و گروه‌هایی اشاره دارد که به تنهایی بدون معنی و فاقد نقش نحوی هستند و نقش‌شان در جمله معمولاً به صورت رابطی میان قطعات کلامی و نشان دهندهٔ وجود یک رابطهٔ کلامی است. این کلمات معمولاً از نظر نحوی، قید یا حرف ربط هستند. از این نشانگرها در بازشناسی گفتار برای تشخیص مرز میان قطعات کلامی استفاده می‌شود.
از جمله این نشانگرها در زبان انگلیسی می‌توان به "oh", "well", "now", "then" و معانی فارسی‌شان در فارسی اشاره کرد.